# اره (فیلم ۲۰۰۴)
اره (به انگلیسی: Saw) فیلمی مستقل در سبک وحشت روان‌شناختی محصول سال ۲۰۰۴ کشور آمریکاست. این فیلم اولین قسمت از مجموعه فیلم اره است که توسط جیمز وان، بر اساس داستانی از لی ونل و خودِ وان کارگردانی شد. این فیلم تنها ۱۸ روز به نمایش درآمد. پس از موفقیت این فیلم، قسمت‌های دوم تا دهم در ادامهٔ آن ساخته شد.

## داستان
عکاسی به نام: آدام استنهایت در وانی فرسوده بیدار می‌شود و مچ پایش به لوله زنجیر شده است. در سوی دیگر اتاق، دکتر لارنس گوردون، متخصص سرطان، او نیز زنجیر شده است، و بین آنها جسدی‌ست که گویا خودکشی کرده است، که یک هفت‌تیر و یک ضبط‌‌صوت در دست دارد. هر دو آنها نواری را در جیب خود پیدا می‌کنند، سپس آدام ضبط را از دست آن جسد برمی‌دارد و نوار خود را پخش می‌کند. نوار آدام او را ترغیب می‌کند که زنده بماند، در حالی که نوار گوردون به او می‌گوید که باید تا ساعت ۶ آدام را بکشد وگرنه، آلیسون (همسرش) و دایانا (دخترش) کشته خواهند شد، همچنین گوردون بعد از چندبار برعکس کردن نوار خود به جمله ای که به او می‌گوید (به دنبال قلبت برو) می‌رسد. سپس آدام یک کیسه حاوی دو اره در داخل توالتی پیدا می‌کند که روی آن قلبی کشیده شده است پیدا می‌کند که سعی می‌کنند از آن برای بریدن زنجیرشان استفاده کنند، اما اره آدام می‌شکند. گوردون متوجه می‌شود که اره‌ها برای قطع کردن پاهای آن‌ها در نظر گرفته شده است نه بریدن زنجیرهایشان، سپس گوردون متوجه می‌شود کسی آن‌ها را زندانی کرده کیست، او برای آدام تعریف می‌کند که کسی که آن‌ها را زندانی کرده (قاتل اره‌ای) است، (قاتل زنجیره‌ای که اراده قربانیان خود را برای زنده ماندن از طریق تله‌های مرگباری که به آنها «بازی‌ها» می‌گوید، آزمایش می‌کند). سپس او تله هایی را که توسط جیگساو در گذشته شنیده بود تعریف می‌کند، و می‌گوید که او را می‌شناسد زیرا زمانی یکی از بیماران بوده است. ۵ ماه قبل، گوردون درحالی که در مورد سرطان مغز بیمار جان کرامر (هویت اصلی جیگساو) بحث می‌کرد، توسط کارآگاهان دیوید تپ و استیون سینگ بازجویی شد، زیرا خودکار دکتر گوردون را را در صحنه یکی از بازی های جیگساو پیدا کردند. اما بیگناهی او ثابت شد، سپس او پذیرفت که تجربه یکی از بازماندگان جیگساو، به نام آماندا یانگ (معتاد به هروئین) را ببیند، که تا آن زمان او تنها بازمانده شناخته شده یکی از تله های جیگساو، او مجبور شده بود شکم مردی را با چاقو بشکافد تا کلیدی برای رهایی خود به دست آورد. او ادامه می‌دهد پس از آزادی خود توسط کاراگاهان: تپ و سینگ، آنها با استفاده از سرنخ های فیلمی که برای (بازی) آماندا ضبط شده بود، مکان جیگساو را پیدا می‌کنند. در آنجا جیگساو را دستگیر می‌کنند، اما مردی هم زمان درگیر یکی از بازی های مرگبار اوست. آنها مرد را از تله نجات می‌دهند، اما جیگساو درحال فرار، تپ را مجروح می‌کند. سینگ به دنبال او در راهرویی می‌رود اما در آنجا به طور تصادفی با تله شات‌گان، کشته می‌شود. در ادامه داستان (پس از تعریف های دکتر گوردون)، در حال حاضر، آلیسون و دایانا (دختر و همسر او) در خانه دکتر گوردون اسیر می‌شوند. همچنین کسی که خانواده گوردون را گروگان گرفته است، (که بعدها معلوم می‌شود نامش زپ هیندل است، و در همان بیمارستانی کار می‌کند که دکتر گوردون در آنجا کار می‌کند) دکتر گوردون و آدام از طریق یک دوربین تماشا می کند. به طور همزمان توسط تپ (کاراگاه) که پس از اخراج از پلیس به دلیل مرگ همکارش سینگ، هنوز به گوردون مظنون است که او قاتل است.  سپس دکتر گوردون برای نشان دادن عکس خانواده‌اش به آدام کیفش را برای او پرتاب می‌کند اما به جای عکس خانوادگی آنها عکسی‌ست که درآن همسر و دخترش گروگان گرفته شده‌اند، اما آدام آن را از گوردون مخفی می‌کند، همینطور نیز پشت آن عکس نوشته شده که (ایکس (X) نقطه رو مشخص می‌کنه، بعضی وقتا با چشم بسته بهتر می‌تونی ببینی). با وجود این راهنمایی آدام به گوردون می‌گوید که چراغ هارا خاموش کند و علامت X که بر روی دیوار به صورت شب‌رنگ حک شده بود نمایان می‌شود. گوردون داخل این علامت جعبه‌ای را پیدا می‌کند. اما کلید آن در همان کلیدی بود در ابتدا پیدا کرده بودند و سعی داشتند قفل های زنجیرشان را باز کنند.
با استفاده از آن کلید جعبه را باز می‌کنند که بسته حاوی دو سیگار، یک فندک و یک تلفن‌همراه یک طرفه (تلفنی که تنها می‌شود از آن تماس دریافت کرد و قابلیت تماس گرفتن را ندارد) و در ته آن برگه‌ای است که تیتر آن نوشته شده: (ساکت دکتر) و در ادامه آن: (سیگار واقعا آسیب می‌رسونه باور کن، سیگار کشیدن خیلی خطرناکه وقتی که به قیمت جون آدم تموم بشه! تو برای کشتن آدام نیاز به تفنگ نداری) (این نوشته مرتبط با جسدی است که در وسط اتاق است و دلالت بر این دارد که اگر گوردون سیگار را با خون آغشته کند و آدام آن‌را بکشد زهر خون آن جسد وارد بدنش شده و می‌میرد) است.
سپس او سعی می‌کند با تلفنی که پیدا کرده تماس بگیرد اما تلفن یک‌طرفه است و فقط تماس های ورودی را دریافت می‌کند. سپس او ماجرای ربوده شدن خود را به یاد می‌آورد که در یک پارکینگ توسط چهره‌ای با نقاب‌خوک بازگو می کند. آدام ربوده شدن خود را زمانی به یاد می‌آورد که به خانه بازگشته بود.
بعد آن دکتر گردن کمی به آدام شک می‌کند که او دارد چیزی را از او مخفی می‌کند و آدام عکسی که خانواده دکتر در آن گروگان گرفته شده بودند را نشان او می‌دهد. دکتر گرودون پس از دیدن این عکس نگران خانواده‌اش می‌شود و یک نخ از سیگار هایی که درون جعبه بود را با خون آغشته می‌کند و چون می‌داند که دوربین هایی که آنها را تحت نظر دارند صدا را نمی‌شنوند چراغ هارا خاموش می‌کند و در تاریکی به آدام می‌گوید که: پس از روشن کردن چراغ ها من سیگار سالم را به تو می‌دهم و تو پس از کشیدن باید خود را به مردن بزنی تا فرد پشت دوربین گمان کند من تو را کشته ام. پس از روشن کردن چراغ ها نقشه‌شان را عملی می‌کنند اما آدام پس از این که خود را به مرگ میزند برقی توسط زنجیری که پاهایش متصل بود او را می‌گیرد و نقشه‌شان افشا می‌شود.
ساعت حدود ۵:۳۰ است و در همین هنگام، آلیسون (همسر گوردون) که زیر اسلحه گروگان گرفته شده است، با شوهرش (دکتر گوردون) توسط تلفن یک طرفه که در اختیار اوست، تماس می‌گیرد و به او هشدار می‌دهد که حرف های آدام را باور نکند. بعد از آن گوردون از آدام می‌خواهد که حقیقت را بگوید و آدام اعتراف می‌کند که از تپ (کارگاه اخراج شده از اداره پلیس و همکار سینگ) برای جاسوسی از او پول گرفته است و اطلاعات خود را از رابطه مخفیانه گوردون با یکی از دانشجویان پزشکی خود که در شب ربوده شدنش به ملاقاتش رفته بود را افشا می‌کند. گوردون متوجه می‌شود که جیگساو به دلیل اینکه او درون رابطه‌ای مخفیانه بوده است او را مورد آزمایش (بازی) قرار داده است.
هنگامی که ساعت ۶ را نشان می دهد، زپ، با دیدن اینکه گوردون هنوز آدام را نکشته است، برای قتل آلیسون و دایانا (همسر و دخترش) اقدام می‌کند و با تماسی که با گوردون می‌گیرد او را مطلع می‌کند. اما قبل از اینکه زپ به سوی آلیسون و دخترش بیاید آلیسون برای مقابله با او خود را آماده می‌کند و با او وارد مبارزه می‌شود. این مبارزه توجه تپ (کارگاه اخراج شده از اداره پلیس) (که درحال تماشای مخفیانه خانه گوردون بود) را به خود جلب می‌کند و او قبل از تعقیب زپ تا جایی که گوردون و آدام زندانی شدند موفق می‌شود که آلیسون و دایانا را نجات دهد، اما پس از رسیدن به نزدیک گوردون و آدام، زپ و تپ شروع به یک دعوای کوتاه می‌کنند زپ به سینه تپ  شلیک می‌کند و او می‌میرد. در تماسی که توسط زپ با گوردون گرفته شده بود او پشت تلفن در مبارزه ای که بین زپ و همسرش رخ داده بود متوجه شلیک گلوله و جیغ می‌شود این باعث شوکه شدن او می‌شود و دسترسی به تلفن همراه را از دست می‌دهد. او در ناامیدی با اره هایی که در ابتدا پیدا کرده بودند پای خود را قطع می‌کند، سپس با هفت‌تیری که در دست جسد بود و گلوله به آدام شلیک می کند. زپ وارد حمام می‌شود تا گوردون را بکشد اما قبل از اینکه موفق به گشتن گوردون بشود، آدام که از گلوله جان سالم به در برده بود، او را به زمین می‌کشاند و با درب مخزن توالت تا حد مرگ می‌زند. گوردون برای یافتن کمک از اتاقی که در آن زندانی شده بودند خارج می‌شود. در حالی که آدام بدن زپ را برای یافتن کلید جستجو می کند. او نوار دیگری پیدا می‌کند که نشان می‌دهد زپ قربانی دیگری از است که قوانینی را دنبال می‌کند تا یک پادزهر برای سمی با اثر کند در بدنش به دست آورد.
جسد که در اتاق بلند می‌شود و مشخص می شود که جان کرامر است که قاتل واقعی است. او به آدم می گوید که کلید زنجیری که پایش توسط آن بسته شده است در وان حمامی بود. وقتی آدام تازه یادش می‌آید که برای اولین بار از خواب بیدار شد و آبی که داخل وان بود را با بلند شدنش تخلیه کرد، و آن کلید حالا از مجرای فاضلاب پایین رفته. آدام وحشت زده سعی می‌کند با تفنگ زپ به جان شلیک کند، اما جان از طریق زنجیر به او شوک وارد می‌کند. جان از اتاق خارج می‌شود و قبل از اینکه در را ببندد، می‌گوید: اکثر مردم شانس این را ندارند که زنده بمانند حالا تو هم جزو آنها هستی "بازی تمام شد" و آدام را در اتاق رها می‌کند تا بمیرد.